# Alberto Vitoria
Alberto Vitoria Soria, (Ágreda, Soria, España, 11 de enero de 1956 - Zaragoza, España, 26 de abril de 2010) fue un futbolista español. Se le considera el primer soriano en marcar un gol en primera división.

## Trayectoria
- Categorías inferiores del Real Madrid
- 1974-79 Real Madrid
- 1979-81 Burgos CF
- 1983-84 Granada CF

•   1984-85 Rayo Vallecano

## Internacionalidades
No llegó a debutar con la selección española de fútbol absoluta,  aunque estuvo en los planes del seleccionador español Ladislao Kubala pero sí jugó en las categorías inferiores, disputando los Juegos Olímpicos de Montreal 1976.

## Palmarés
- 4 Ligas españolas de fútbol con el Real Madrid en los años 1975, 1976, 1978 y 1979.
- 1 Copa del Rey con el Real Madrid en el año 1975.